# 1968年夏季残疾人奥林匹克运动会比利时代表团
1968年夏季残疾人奥林匹克运动会比利时代表团是比利时派出的1968年夏季残疾人奥林匹克运动会代表团。获得3枚银牌和3枚铜牌。